# The Runaways (album)
The Runaways – debiutancki album grupy hardrockowej The Runaways, wydany w czerwcu 1976 roku. Z tej płyty pochodzi największy przebój zespołu – "Cherry Bomb".

## Nagrywanie i produkcja
Na początku 1976 roku do zespołu należały: wokalistka Cherie Currie, wokalistka i gitarzystka Joan Jett, gitarzystka Lita Ford, basistka Jackie Fox i perkusistka Sandy West, wszystkie będące nastolatkami. Nagrania do płyty odbyły się w ciągu zaledwie dwóch tygodni. Grupa, aby nagrać utwór, po prostu wchodziła do studia i grała go na żywo. Nie podejmowano żadnych prób nagrywania jakiegokolwiek dema, ponieważ producent Kim Fowley chciał jak najszybciej spełnić pierwszy warunek umowy z zespołem i tym samym jak najwcześniej wydać pierwszy album. Na albumie linie basowe zostały nagrane przez basistę grupy Blondie, Nigela Harrisona. Pierwotnie planowano ponowne nagranie linii basowych na album, tym razem z Fox, ale Fowley ostatecznie zdecydował się na pozostawienie nagrań Harrisona. Cherie Currie i perkusistka Sandy West w jednym z wywiadów udzieliły informacji, że w tamtym czasie Jackie nie umiała jeszcze dobrze grać na basie (zmieniła instrument z gitary elektrycznej na basową właśnie na audycję dla zespołu).

## Kompozycja
Na albumie znajduje się dziesięć utworów utrzymanych w stylistyce hard/punk rocka. Większość z nich została napisana przez założycielkę i gitarzystkę zespołu, Joan Jett, oraz producenta Kima Fowleya. Dwa utwory: "Thunder" oraz "Secrets", były współtworzone przez Kari Krome, czternastoletnią wówczas przyjaciółkę zespołu i jego niedoszłą wokalistkę.
Materiał na płycie został porównany do zespołów takich jak Led Zeppelin czy Aerosmith. Alex Henderson z serwisu Allmusic podkreśla, że wokalistka Cherie Currie śpiewa teksty utworów (szczególnie "Is It Day Or Night?") z taką samą szczerością, jak Axl Rose z zespołu Guns N' Roses 11 lat później.

## Lista utworów
| Nr  | Tytuł utworu          | Autorzy                                  | Długość |
| --- | --------------------- | ---------------------------------------- | ------- |
| 1.  | „Cherry Bomb”         | Joan Jett, Kim Fowley                    | 2:18    |
| 2.  | „You Drive Me Wild”   | Jett                                     | 3:22    |
| 3.  | „Is It Day Or Night?” | Fowley                                   | 2:45    |
| 4.  | „Thunder”             | Mark Anthony, Kari Krome                 | 2:31    |
| 5.  | „Rock & Roll”         | Lou Reed                                 | 3:16    |
| 6.  | „Lovers”              | Jett, Fowley                             | 2:09    |
| 7.  | „American Nights”     | Anthony, Fowley                          | 3:15    |
| 8.  | „Blackmail”           | Jett, Fowley                             | 2:42    |
| 9.  | „Secrets”             | Cherie Currie, Krome, Sandy West, Fowley | 2:43    |
| 10. | „Dead End Justice”    | Currie, Jett, Scott Anderson, Fowley     | 7:01    |
|     |                       |                                          | 32:02   |

## Wykonawcy
- Cherie Currie - śpiew w utworach 1, 3, 4, 7, 9, 10 (w duecie z Jett); pianino w utworach "American Nights", "Secrets", coda "Dead End Justice"
- Joan Jett - śpiew w utworach 2, 5, 6, 8, 10 (w duecie z Currie), gitara rytmiczna
- Lita Ford - gitara prowadząca, wokal wspomagający
- Jackie Fox - gitara basowa, wokal wspomagający (nie uczestniczyła w nagraniach)
- Sandy West - perkusja, wokal wspomagający

Muzycy sesyjni
- Nigel Harrison - gitara basowa

Produkcja
- Kim Fowley - producent
- Rodney Bingenheimer - instrumentacja